# The People or the Gun
The People or the Gun ist das siebte Studioalbum der Pittsburgher Politpunk-Band Anti-Flag. Es erschien am 9. Juni 2009 und ist gleichzeitig ihr erstes Album, das Anti-Flag bei SideOneDummy veröffentlichte, nachdem sie die zwei vorherigen Alben beim Major-Label RCA (einer Tochterfirma von Sony BMG) veröffentlicht hatten. Die erste Single des Albums, Sodom, Gomorrah, Washington D.C. erschien noch vor der Albumveröffentlichung auf Anti-Flags Myspace-Seite.

## Inhalt
Mit The People or The Gun orientierte sich Anti-Flag wieder mehr an älteren Werken wie z. B. The Terror State oder Underground Network. Die Songs sind meist lauter und unmelodiöser als jene auf den vorangegangenen zwei Alben (For Blood an Empire, The Bright Lights of America).
Diejenigen, die The People Or The Gun bei Amazon kauften, erhielten dazu die kostenlose EP Which Side Are You On.

### Liste der Songs
1. "Sodom, Gomorrah, Washington D.C. (Sheep in Shepherd’s Clothing)" – 2:52
2. "The Economy Is Suffering... Let It Die" – 3:38
3. "The Gre(A)t Depression" – 3:11
4. "We Are The One" – 3:09
5. "You Are Fired (Take This Job, Ah, Fuck It)" – 1:02
6. "This Is The First Night" – 3:35
7. "No War Without Warriors (How Do You Sleep?)" – 2:31
8. "When All The Lights Go Out" – 3:11
9. "On Independence Day" – 2:54
10. "The Old Guard" – 4:20
11. "Teenage Kennedy Lobotomy (Hidden Track)" – 1:07[4]

1. "Africom" – 3:35
2. "The Weathermen Know Which Way The Wind Blows" – 2:45
3. "Bring Down Their Wall Again" – 3:13
4. "A Brief Misunderstanding Of The Kings And Queens" – 3:43

## Kritik
The People or the Gun erhielt fast ausschließlich positive Kritik von Seiten der Fans. Besonders der Umstand, dass Anti-Flag ihr neuestes Album wieder bei einem Indie-Label (SideOneDummy) veröffentlichten und dass es gleichzeitig eine inhaltlich wie auch musikalisch sehr gut gelungene Platte geworden war, wurde von vielen Fans positiv bewertet.

„Nicht mehr glatt und massenkompatibel geben sich Anti-Flag auf ihrem neuen Werk, sondern gönnen sich eine gute Portion Dreck und wirken dabei befreit und fokussiert. Die Platte startet mit einem wutentbrannten Knall […] Auch 'You Are Fired' wird einem musikalisch um die Ohren geschlagen und rechnet textlich mit der Musikindustrie und dem ehemaligen Geldgeber [Sony BMG] ab.“

„Über die neue Anti-Flag-Platte muss man nicht viel schreiben. Die musikalischen Experimentchen wie Percussion-Elemente bleiben diesmal außen vor. Das siebte Studioalbum konserviert Anti-Flag in ihrer Essenz. Roher, technisch versierter, gut produzierter Punkrock, nicht zu sehr „auf die Fresse“, aber immer noch so hart, dass es zweifelsohne als „wütend“ beschrieben werden darf.“